# Fair Warning
Fair Warning četvrti je studijski album američke hard rock grupe Van Halen, objavljen u travnju 1981. godine. Album je jedini koji dostiže platiniumsku tiražu i kao takav je ocijenjen vrlo uspješan.
Na albumu se nalazi devet kompozicija, a njihov producent je Ted Templeman.

## Popis pjesama
Sve pjesme napisali su Michael Anthony, David Lee Roth, Edward Van Halen i Alex Van Halen
1. "Mean Street" – 5:00
2. "Dirty Movies" – 4:08
3. "Sinner's Swing!" – 3:09
4. "Hear About It Later" – 4:35
5. "Unchained" – 3:29
6. "Push Comes to Shove" – 3:49
7. "So This is Love?" – 3:06
8. "Sunday Afternoon in the Park" – 1:59
9. "One Foot Out the Door" – 1:58

## Osoblje
- David Lee Roth - vokal
- Eddie Van Halen - gitara
- Michael Anthony - bas-gitara
- Alex Van Halen - bubnjevi

### Singlovi
| Godina | Singl                 | Top lista       | Mjesto |
| ------ | --------------------- | --------------- | ------ |
| 1981   | "So This is Love?"    | Mainstream Rock | 15     |
| 1981   | "Mean Street"         | Mainstream Rock | 12     |
| 1981   | "Push Comes to Shove" | Mainstream Rock | 29     |
| 1981   | "Unchained"           | Mainstream Rock | 13     |